# John Turner (3e baronnet)
John Turner, 3e baronnet (1712-1780), de Warham, Norfolk, est un avocat et homme politique britannique qui siège à la Chambre des communes de 1739 à 1774.

## Biographie
Turner est baptisé le 19 juin 1712, fils unique de John Turner, 2e baronnet, de Warham et de sa femme Anne Allen, fille de Thomas Allen, marchand londonien. Il fait ses études à Greenwich School et est admis au Middle Temple le 20 février 1729 et au Christ's College de Cambridge le 9 janvier 1730. En 1736, il est admis au barreau. Il succède à son père comme baronnet le 6 janvier 1739.
Turner est élu député pour King's Lynn lors d'une élection partielle le 9 février 1739, succédant à son oncle, Charles Turner (1er baronnet). Il vote avec le gouvernement à chaque vote par appel nominal. Il est réélu sans opposition aux élections générales britanniques de 1741 et remporte le scrutin aux élections générales britanniques de 1747.
Turner épouse Mlle Stonehouse le 20 octobre 1746. Elle meurt en 1749 et il se remarie à Frances Neale, fille de John Neale de Allesley, Warwickshire.
Turner est réélu sans opposition pour King's Lynn à nouveau aux élections générales britanniques de 1754. Le 3 mai 1757, il vote pour la motion de Townshend sur l'enquête de Minorque en opposition à Newcastle et Fox. Aux élections générales britanniques de 1761, il est de nouveau élu sans opposition. Il prononce son premier discours enregistré, le 14 décembre 1761, sur le deuxième projet de loi de Lord Strange visant à rendre la milice permanente. Il suit Bute et, en mai 1762, est nommé Lord du Trésor lorsque Bute devient son premier lord. Il reste en fonction sous Grenville et soutient l'administration sur Wilkes et les mandats généraux, mais n'a apparemment pas pris part aux débats. Lorsque l'administration Rockingham prend le relais, Turner perd sa place en juillet 1765 et continue pendant un certain temps à suivre Grenville. Il vote contre l'abrogation de la loi sur le timbre. Il devient conseiller de son inn en 1766. Aux élections générales britanniques de 1768, il y a un scrutin à King's Lynn et Turner échappe de peu à la défaite. Il devient impopulaire à la fois pour des motifs personnels et en raison de son attitude à l'égard des mandats généraux. Il semble avoir perdu tout intérêt pour la politique, et son seul vote connu dans ce Parlement est avec l'administration au cours de l'élection de Middlesex le 8 mai 1769. Sa position à King's Lynn est sérieusement affaiblie et il décide de ne pas se présenter dans l'arrondissement aux élections générales britanniques de 1774.
Turner meurt le 25 juin 1780, laissant deux filles, et est enterré à Warham. À sa mort, le titre de baronnet s'éteint.